# Фещук Роксана Вячеславівна
Рокса́на Вячесла́вівна Фещу́к (до шлюбу — Тимченко; нар. 15 червня 1991) — українська гірськолижниця, учасниця міжнародних турнірів, тренерка.

## З життєпису
Вихованка ДЮСШ-15 (Київ). Абсолютна Чемпіонка України з гірських лиж (в своїй віковій категорії). Багаторазова призерка Чемпіонатів і Кубків України з гірських лиж.
Протягом 2008—2014 років здобула дві вищі освіти: в Київському Національному Університеті імені Тараса Шевченка — загальна психологія і Національному Університеті фізичного виховання і спорту України — психологія спорту.
В 2006—2015 роках входила до складу Національної збірної команди України з гірськолижного спорту.
Учасниця:
- 2007 — юніорський олімпійський фестиваль — Хака (Іспанія)
- 2008 — юніорський чемпіонат світу — Арамон Формігал; Іспанія
- 2013 — чемпіонат світу — Шладмінг; Австрія
- Зимова Універсіада 2015; Іспанія